# Слејтон (Минесота)
Слејтон (енгл. Slayton) град је у америчкој савезној држави Минесота.

## Демографија
По попису из 2010. године број становника је 2.153, што је 81 (3,9%) становника више него 2000. године.
| Група             | 2000.         | 2010.         |
| Белци             | 2.046 (98,7%) | 2.100 (97,5%) |
| Афроамериканци    | 3 (0,1%)      | 6 (0,3%)      |
| Азијати           | 8 (0,4%)      | 5 (0,2%)      |
| Хиспаноамериканци | 7 (0,3%)      | 26 (1,2%)     |
| Укупно            | 2.072         | 2.153         |